# Нева (фотоаппарат)
Нева́ — среднеформатный двухобъективный зеркальный фотоаппарат производства Государственного оптико-механического завода имени ОГПУ (ЛОМО). По сравнению с предыдущими двухобъективными камерами завода фотоаппарат имел значительные улучшения. Наиболее значимыми из них были металлический корпус и четырёхлинзовый объектив «Индустар-6» вместо дешёвого трёхлинзового «Триплета». При фокусировке объектив перемещался целиком, в отличие от «Любителей», где при наводке на резкость двигалась только передняя линза, что снижало качество изображения. В качестве дополнительного аксессуара фотоаппарат снабжался «проксиметром», позволяющим вести макросъёмку.
Производился в 1955—1958 гг, выпущен в малом количестве, предположительно несколько сотен экземпляров.

## Технические характеристики
- Тип применяемого фотоматериала — плёнка типа 120 (12 кадров).
- Размер кадра — 6 × 6 см.
- Корпус металлический со съёмной задней стенкой. В отделке применена оклейка кожей и никелирование металлических деталей.
- Съёмочный объектив «Индустар-6» 4/75, просветлённый.
- Диафрагмирование объектива до f/22. На оправу объектива нанесена дополнительная шкала световых чисел (её деления обозначены условными цифрами от 7 до 17).
- Объектив видоискателя — однолинзовый 2,8/60, механически связан со съёмочным объективом, фокусировка происходит одновременно перемещением линзовых блоков.
- Диапазон фокусировки — от 1,3 м до «бесконечности». Фокусировка производится вращением диска на левой стороне корпуса аппарата.[2]
- Видоискатель — светозащитная шахта, в центре фокусировочного экрана находится матовый круг. Для облегчения фокусировки применяется откидная лупа.
- Фотографический затвор — центральный, выдержки 1/8, 1/15, 1/30, 1/60, 1/125, 1/250 и «В».
- Взвод затвора и перемотка плёнки — раздельные. Курковая перемотка плёнки.
- Автоспуск.